# 名古屋運輸所
名古屋運輸所（なごやうんゆしょ）は、愛知県名古屋市中村区にある東海旅客鉄道（JR東海）・新幹線鉄道事業本部の運転士・車掌が所属する乗務員区所である。それまで新幹線の運輸所は東京と大阪にしかなかったが、要員の効率化を図るため1996年（平成8年）3月1日に新設された。